# Karel Reisz
Karel Reisz (Ostrava, Checoslovaquia, 21 de julio de 1926 - Londres, Inglaterra, 25 de noviembre de 2002) fue un director de cine británico de origen checoslovaco.

## Biografía
Reisz fue un refugiado judío, una de las 669 personas rescatadas por Sir Nicholas Winton. Sus padres murieron en Auschwitz. Luego de asistir a la Leighton Park School, se unió a la Royal Air Force hacia el final de la Segunda Guerra Mundial. Tras el final de la guerra, Reisz enseñó ciencias naturales en el Emmanuel College, Cambridge, y empezó a escribir para revistas de cine, incluyendo Sight & Sound. En 1947, cofundó la revista Sequence junto con Lindsay Anderson y Gavin Lambert.
Reisz fue uno de los fundadores del movimiento cinematográfico Free cinema. Su primer cortometraje, Momma Don’t Allow, codirigido por Tony Richardson, fue incluido en la primera exhibición de Free cinema en el National Film Theatre en febrero de 1956. Otro de sus primeros trabajos fue el documental We are the Lambeth Boys, sobre un club de muchachos en el sur de Londres. Este documental representó al Reino Unido en el Festival Internacional de Cine de Venecia. 
El primer largometraje de Reisz fue Saturday Night and Sunday Morning (1960), basado en la novela homónima de Alan Sillitoe. En 1963 produjo This Sporting Life, dirigido por Lindsay Anderson, y en 1966 dirigió Morgan!, con un guion de David Mercer. En 1968 realizó Isadora, basado en la vida de la bailarina Isadora Duncan. Durante los años 1970 dirigió varias películas, incluyendo The Gambler y Who'll stop the rain.
En 1981 dirigió La mujer del teniente francés, adaptada de la novela homónima de John Fowles y protagonizada por Jeremy Irons y Meryl Streep. Sus últimos filmes fueron Sweet Dreams (1985) y Everybody Wins.
Reisz estuvo casado en dos ocasiones. Su primera esposa fue Julia Coppard, con quien tuvo tres hijos. La pareja se divorció. Su segunda esposa fue Betsy Blair, con quien permaneció casado hasta su muerte. Reisz murió en Camden (Londres).

## Filmografía

### Como director
- Momma Don't Allow (1955, cortometraje)
- We Are the Lambeth Boys (1958)
- Saturday Night and Sunday Morning (1960)
- Night Must Fall (1964)
- Morgan, un caso clínico (1966)
- Isadora (1968)
- The Gambler (1974)
- Who'll Stop the Rain (1978)
- La mujer del teniente francés (1981)
- Sweet Dreams (1985)
- Everybody Wins (1990)
- Performance (1994, serie de TV, un episodio)
- Act Without Words I (2000, telefilme)

### Como productor
- Every day except Christmas (1957)
- This Sporting Life (1963)
- Night must fall (1964)